# Blattnarbe

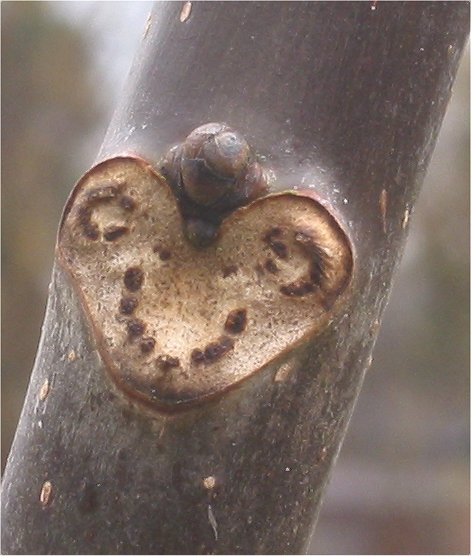
Herzförmige vielspurige Blattnarbe bei der Echten Walnuss (Juglans regia)

Blattnarben entstehen auf den Sprossachsen von mehrjährigen Pflanzen nach dem Abfall der Blätter. Sie sind insbesondere direkt nach dem Laubfall gut erkennbar. Durch Umwandlung der äußeren Zellschichten in ein später verholzendes Cutisgewebe verblassen die Spuren mit der Zeit, aber sind in der Regel über mehrere Jahre sichtbar. Bei Bedarf kann die oberste Korkschicht mit einer scharfen Klinge sorgfältig entfernt werden, um ältere Narben zu untersuchen. Da jede Art spezifische Blattnarben aufweist, sind diese neben Knospe und Rinde für die Artbestimmung von Gehölzen im Winter ein wichtiges Merkmal. Sie finden sich immer unterhalb einer Knospe. Die Blattnarben sitzen entweder flach auf dem Zweig, oder aber auf einer mehr oder weniger starken Anschwellung des Zweiges, welche auch Blattkissen genannt wird.
Charakteristisch für Blattnarben sind neben dem Umriss die Lage und Anzahl der Leitbündel (Blattspuren oder Bündelmerkmale). Die Leitbündel ermöglichen den Stofftransport zwischen Blatt und Sprossachse während der Vegetationszeit. Beim Abfall der Blätter zerreißen sie und sind in Form von Punkten oder Strichen meist gut sichtbar. Bei einspurigen Blattnarben ist nur ein Leitbündel sichtbar, bei vielspurigen dementsprechend mehrere. 
Blattnarben bilden allerdings auch oft eine Eingangspforte für Pflanzenkrankheiten, wie beispielsweise beim Baumkrebs (Nectria) oder dem Bakterienbrand (Pseudomonas mors-prunorum) bei der Kirsche. 